# Taron Margarjan

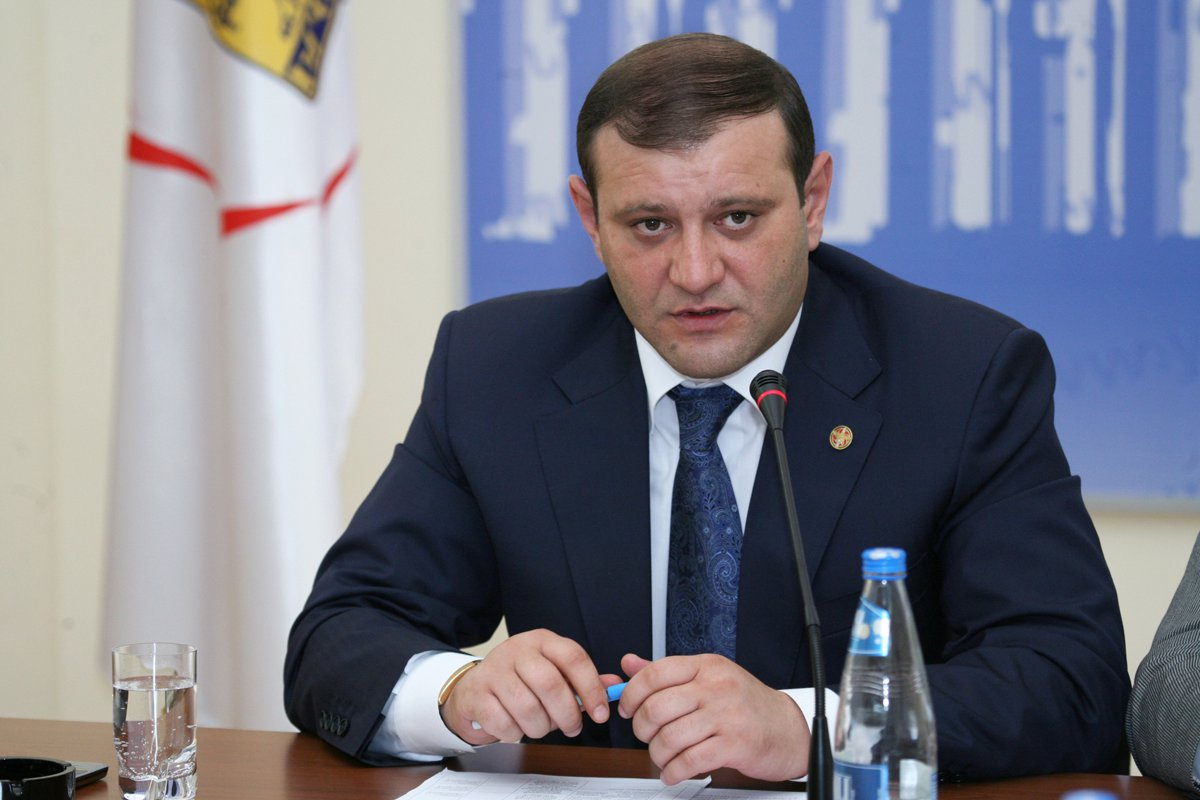
Taron Margarjan

Taron Andraniki Margarjan (armenisch Տարոն Անդրանիկի Մարգարյան; * 17. April 1978 in Jerewan, Armenische SSR, Sowjetunion) ist ein armenischer Politiker (Republikanische Partei) und war von 2011 bis 2018 Oberbürgermeister der Hauptstadt Jerewan.

## Elternhaus, Ausbildung und Beruf
Taron Margarjan ist der Sohn von Andranik Margarjan, der von 2000 bis 2007 armenischer Ministerpräsident war. Er wuchs mit zwei Schwestern auf. Sein Vater war seit 1968 Mitglied der Nationalen Vereinigten Partei, die von 1967 bis 1987 im Untergrund operierte. 1974 war Taron Margarjans Vater verhaftet und für zwei Jahre eingesperrt worden, weil er das sowjetische totalitäre Regime kritisiert und sich für ein unabhängiges, demokratisches Armenien ausgesprochen hatte. Taron Margarjans Vater war Ingenieur für Computertechnik und arbeitete nach seiner Haft in leitenden Positionen in der armenischen Computerindustrie in Jerewan. Sein Vater starb 2007 mit 55 Jahren an einem Herzinfarkt.
Taron Margarjan schloss 1995 die Schule Nr. 177 im Jerewaner Distrikt Awan als externer Schüler ab. Im selben Jahr begann er, an der Armenischen Akademie für Agrarwissenschaften zu studieren, die er 2001 abschloss. Zu dieser Zeit hatte er mit seiner Frau bereits drei Kinder.
Von 2001 bis 2003 arbeitete er im Komitee des Immobilienkatasters des Jerewaner Distrikts Nor Nork. 2003 wurde er zum stellvertretenden Leiter der Bioressourcenmanagementagentur im armenischen Umweltministerium ernannt.

## Politischer Werdegang
Taron Margarjan trat bereits 1996 mit 18 Jahren der Republikanischen Partei Armeniens bei.
2005 wurde er als Mitglied der Partei im Alter von 27 Jahren zum Bürgermeister des Jerewaner Distrikts Awan gewählt. 2008 wurde er wiedergewählt.
Am 31. Mai 2009 wurde Margarjan in den Ältestenrat der armenischen Hauptstadt gewählt und am 7. Juli 2009 zum Ersten Stellvertretenden Bürgermeister der Millionenstadt ernannt.

## Bürgermeister Jerewans
Am 28. Oktober 2011 trat nach einigen umstrittenen Entscheidungen der im Vorjahr gewählte Jerewaner Bürgermeister Karen Karapetjan von seinem Amt zurück. Taron Margarjan war zu diesem Zeitpunkt Erster Stellvertretender Bürgermeister und ersetzte Karapetjan als amtierenden Bürgermeister. Die Wahl Margarjans durch den Ältestenrat fand am 15. November 2011 statt.
Für die Kommunalwahlen am 5. Mai 2013 wurde Taron Margarjan von der Republikanischen Partei für das Amt des Jerewaner Bürgermeisters aufgestellt. Die Republikanische Partei errang die absolute Mehrheit. Bei den Kommunalwahlen am 14. Mai 2017 wurde Margarjan im Amt bestätigt.
Während seiner Amtszeit wurden Schulen saniert und neugebaut, die Heizungssysteme in Schulen und Kindergärten erneuert und die Nutzung der Kindergärten kostenfrei gestellt. Zahlreiche Parks wurden saniert. Der Zoo Jerewan wurde mit einem Entwicklungsprogramm von 2011 bis 2015 erneuert. Das war die erste Sanierung des Zoos seit dessen Eröffnung 1940. Außerdem wurden während der Amtszeit Margarjans in erheblichem Umfang Straßen saniert. Mit Hilfe der Asiatischen Entwicklungsbank wurden mehrere Umgehungsstraßen gebaut. Des Weiteren entstanden mehrere Verbindungsstraßen, zum Beispiel zwischen Leningradstraße und Admiral-Isakow-Straße und zwischen Ulnetzistraße und Rubinjantstraße. Außerdem wurde die Straßenbeleuchtung für etwa 5 Mio. EUR von Quecksilberdampflampen auf LED-Leuchten umgestellt.
Taron Margarjan verfolgte eine umstrittene Stadtentwicklungspolitik. Insbesondere wurde er wegen das Abrisses mehrere alter Gebäude kritisiert, zum Beispiel wegen des Marktes Pak schuka (armenisch Փակ շուկա) und der Sprengung des Hauses der Presse Nr. 1. Anlass zu Auseinandersetzung gab lange die Preispolitik für den öffentlichen Nahverkehr. Auch die Müllentsorgung wurde lange kritisiert, bis sie 2015 privatisiert wurde. Die libanesische Firma Sanitek tauschte die Jahrzehnte alten Mülltonnen gegen moderne Kunststoffcontainer aus und begann eine Entsorgung im 24-Stunden-Rhythmus einzuführen. Außerdem wurde mit den Planungen für eine neue Deponie begonnen. In den ersten Jahren der Amtszeit Taron Margarjans gab es vor dem Jerewaner Rathaus mehrere Demonstrationen von Familien, die in abrissreifen Mietshäusern leben mussten. Mit Hilfe eines Wohnungsbauprogramms konnten 650 Familien neue Wohnungen beziehen.
In seiner Amtszeit intensivierte Taron Margarjan die internationale Zusammenarbeit. Jerewan hatte zum Ende seiner Amtszeit 24 Partnerstädte.
Während der Samtenen Revolution im April 2018 stürmten Demonstranten das Jerewaner Rathaus. Sie beschuldigten die von Taron Margarjan 2005 gegründete und seither von ihm geleitete Wohltätigkeitsorganisation „Chut“ (armenisch Խութ) der Korruption und Geldwäsche. Im Juni 2018 wurde ein Video veröffentlicht, in dem Margarjans Vermögen offengelegt wurde, dessen legale Herkunft angezweifelt wurde. 2016 hatte Margarjan sein Vermögen vor der Armenischen Ethikkommission mit 250.000.000 AMD, 500.000 USD sowie 500.000 EUR angegeben (inflationsbereinigt sind das 2025 etwa 7.500.000 EUR). In der Folge trat Taron Margarjan am 9. Juli 2018 vom Amt des Jerewaner Bürgermeisters zurück. Für den 16. Juli 2018 wurden Neuwahlen angesetzt.

## Privatleben
Taron Margarjan ist mit Gohar Sargsjan verheiratet. Ihr Bruder Robert Sargsjan (Republikanische Partei) war bis 2018 Abgeordneter im armenischen Parlament. Das Paar hat sechs Kinder, eine Tochter und fünf Söhne.